# George Wilhelm van Hessen-Darmstadt

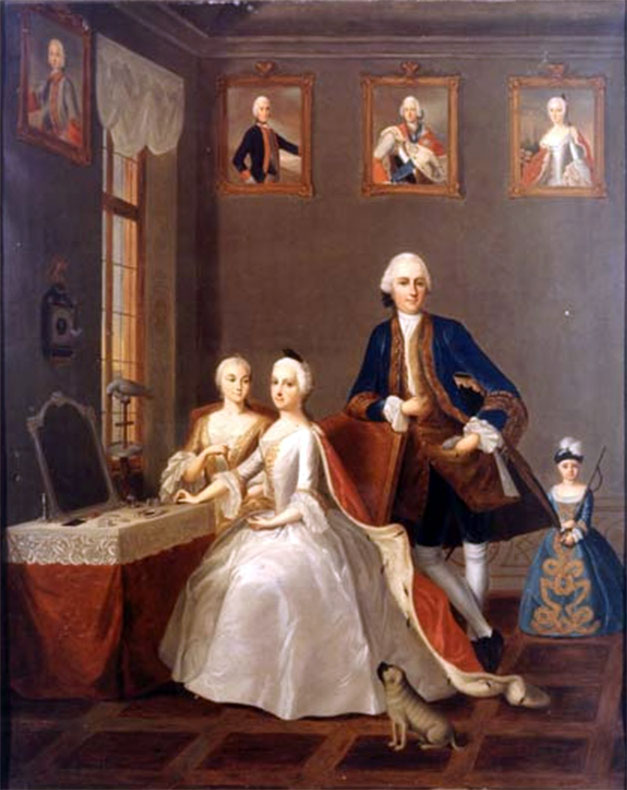
George Wilhelm van Hessen-Darmstadt met familie

George Wilhelm van Hessen-Darmstadt (Darmstadt, 11 juli 1722 - aldaar, 21 juni 1782) was een telg uit het huis Hessen-Darmstadt. Hij was de zoon van landgraaf Lodewijk VIII van Hessen-Darmstadt en Charlotte van Hanau-Lichtenberg. 
Hij was gehuwd met Maria Luise Albertine van Leiningen-Dagsburg-Falkenburg.

## Kinderen
- Lodewijk Georges Karel (27 maart 1749 - 26 oktober 1823)
- Georges Frederik Willem (1750-1750)
- Frederika Caroline Louise (1752-1782), eerste echtgenote van Karel II van Mecklenburg-Strelitz.
- Georges Karel (1754-1830)
- Charlotte Wilhelmina Christiane Marie (1755-1785), tweede echtgenote van Karel II van Mecklenburg-Strelitz.
- Karel Willem (1757-1795)
- Frederik Georges August (21 juli 1759 - 19 mei 1808)
- Louise Henrietta Carolina ( 15 februari 1761 - 24 oktober 1829), echtgenote van Lodewijk I van Hessen-Darmstadt.
- Augusta Wilhelmina Maria (1765-1796) gehuwd met Maximiliaan I van Beieren.